# Nesophontes hypomicrus
Nesophontes hypomicrus е изчезнал вид бозайник от семейство Nesophontidae.